# 813

## Събития
- 22 юни – В Битката при Версиникия българската войска, водена от хан Крум побеждава армията на Византия край дн. село Маломирово (Ямболско) и завладява Тракия.
- 18 юли – хан Крум обсажда Константинопол